# Rachel Grae
Rachel Grae, född som Rachel Brooke Gorman, den 5 juli 2002 i Livingston i New Jersey, är en amerikansk popsångerska och låtskrivare. Hennes största genombrott kom under mitten av 2021, då hon släppte sin första singel "Bad Timing", på Groundwork Records. Hon släppte sedan därefter den virala hitsingeln "It'll Be Okay" i maj 2022, som man dessutom kunde höra i ett avsnitt av den brittiska realityserien Love Island. Hon har utöver detta släppt ut ännu fler singlar för allmänheten, däribland två singlar vid namn "Outsider" och "Friend Like Me".